# Sink or Swim
Sink or Swim est un jeu vidéo d'action et de réflexion développé et édité par Zeppelin Games, sorti en 1993 sur Amiga et PC (DOS). Il a été adapté sur Super Nintendo (S.O.S.: Sink or Swim) et Mega Drive et Game Gear (S.S. Lucifer Man Overboard!) en 1994.